# Deserticossus tsingtauana
Deserticossus tsingtauana is een vlinder uit de familie houtboorders (Cossidae). De wetenschappelijke naam is voor het eerst gepubliceerd in 1912 door Andreas Bang-Haas.
De soort komt voor in Oost-Azië waaronder Oost-Siberië, Mongolië, China en Korea.